# Liste der Naturdenkmale in Tiefenbach (Hunsrück)
Die Liste der Naturdenkmale in Tiefenbach nennt die im Gemeindegebiet von Tiefenbach ausgewiesenen Naturdenkmale (Stand 13. Mai 2024).

## Naturdenkmale
| Nr.         | Bezeichnung        | Lage                                       | Beschreibung | Bild                                    |
| ----------- | ------------------ | ------------------------------------------ | ------------ | --------------------------------------- |
| ND-7140-080 | Eiche am Algenborn | südlich des Ortes; Flur Auf Algenborn Lage | Quercus sp.  | Direkt Bild zu diesem Denkmal hochladen |

## Ehemalige Naturdenkmale
| Nr. | Bezeichnung                | Lage                                                   | Beschreibung                                  | Bild                                    |
| --- | -------------------------- | ------------------------------------------------------ | --------------------------------------------- | --------------------------------------- |
|     | Eiche in Waldabteilung 16a | südlich des Ortes; Abteilung Algenborner Wäldchen Lage | Quercus sp.; Rechtsverordnung 1986 aufgehoben | Direkt Bild zu diesem Denkmal hochladen |